# Il rubacuori
Il rubacuori è la canzone con la quale Tiromancino hanno partecipato al Festival di Sanremo 2008, dove si è classificato 17º. Il brano è stato inserito nell'album Il suono dei chilometri uscito all'indomani del Festival.
Il brano, dato fra i favoriti alla vigilia del festival, esce per l'etichetta indipendente "Deriva". Il motivo è che la EMI, casa discografica dei Tiromancino, pare non abbia apprezzato il tema della canzone che parla di un dirigente di un'azienda (dal testo della canzone, si intuisce una casa discografica) costretto a tagliare i costi, e licenziare personale. L'argomento risulta particolarmente scottante per il periodo di grande crisi delle case discografiche in italia.

## Tracce
1. Il rubacuori – 3:35

## Curiosità
L'orchestra è diretta da Andrea Montepaone.

## Classifiche
| Paese  | Posizione più alta |
| ------ | ------------------ |
| Italia | 13                 |